# Балканска улица (Београд)
| Балканска улица            | Балканска улица           |
| -------------------------- | ------------------------- |
|                            |                           |
| Општина                    | Стари Град и Савски Венац |
| Почетак                    | Теразије                  |
| Крај                       | стара Железничка станица  |
| Дужина                     | 700 m                     |
| Ширина                     | око 20 m                  |
| Названа                    | 1872.                     |
| Стари називи               | Део: Пиварска             |
|                            |                           |
|                            |                           |
| Поглед из Сарајевске улице |                           |

Балканска улица је једна од најпознатијих београдских узбрдица.

## Локација
Балканска улица, са својих 700 m  дужине, пружа се од старе Железничке станице, пресеца Краљице Наталије до Теразија. Излази на две општине: Градска општина Савски венац и Градска општина Стари град.

## Име улице
Део улице се звао Пиварска до 1896. године, јер се између Адмирала Гепрата и Немањине налазила Кнежева пивара. Било је идеја да се улица назове Војводе Путника одлуком из 1927. године, али то никад није спроведено.
У Кнежевој пивари је одржана Светоандрејска скупштина 1858/59, а неколико година касније су одржаване и позоришне представе.

## Балканска улица некада
Некада је Балканска улица имала посебан статус. У Београд се деценијама званично и долазило овом стрмом улицом, јер је највећи број путника у престоницу долазио возом, а потом са Железничке станице, пешке ка Теразијама и остатку града. Балканска улица је међу реткима које нису мењале назив још од 1872. године.
Некада је Балканска била главни центар занатства, њена повезаност са железницом ју је устоличила као царство занатлија и трговаца, а самим тим и центар животнопотребних ствари.
Балканском је доношена роба на Зелени венац (на пример, извесни Слободан Илић из села Бежанија је, претходно прешавши пустињу садашњег Новог Београда и Немачки (сада Трамвајски) мост, непосредно после Другог светског рата, као малишан, возио лубенице). Улици су се налазиле сарачке, ковачке, абаџијске радње, ташнери, шеширџије, јорганџије и златари и мноштво људи који су стално улазили и излазили из првобитно малих белих кућа налик на сеоске а после све више браонкастих, кремастих, господских, филигранских фасада. У рушевинама вишеспратнице страдале у бомбардовању још 1941. године, постојао је Индеџ бар. То је био велики простор, са сасвим посебном атмосфером.
Поред биоскопа, налазило се студентско културно-уметничко друштво Крсмановић, у чијим су се просторијама одржавале пробе академских ансамбала овог друштва: хора, оркестра и позоришта. Градски мангупи долазили су на те вечерње пробе Крсманца да се удварају студенткињама, а затим су прелазили у Индеџ бар.
Кућа на углу са улицом Краљице Наталије личи на мињон са лувровским стубићима на врху и широким зидовима са по три издужена прозора. У подножју је била место за пржионицу кафе, па се онда ту продавала апаратура за шпиритус, а касније су ту биле народна кухиња  и посластичарница, а најжаморније је можда било тридесетих година прошлог века када су Београђани у њено двориште долазили да виде дебелу Рожику из Минхена, жену од 270 кила! Осамдесетих година у Балканској улици отворена је једна од првих роштиљница у граду.
"Гранд Хотел Београд" је отворен 1. августа 1939. на углу са Немањином. Српски инжињери су 1908–10. изградили тунел од Балканске улице, на углу са Босанском/Гаврила Принципа, око 1.400 метара према Дунаву, до кафане "Скопље".

## Поглед у будућност
Иако у Балканској улици нема појединачних објеката који су значајни у архитектонско-историјском смислу, ова улица представља важну улицу у централном градском језгру као занатско срце Београда.
Сукоб старог и новог, модерног таласа и поноса традиције је и те како приметан дуж целе улице.
У улици која је била симбол ручних радова је никла прва паметна зграда у Београду. Било је то 2005. године када је свечано отворена интелигентна грађевина пословно-стамбеног типа. 

## Реконструкција Балканске улице
Комплетну адаптацију улица је дочекала 2018. Дуги радови су донели нове плочнике, дрворед и још много тога. Улица је проглашена за Улицу старих заната.